# Ilarion (Domratjev)

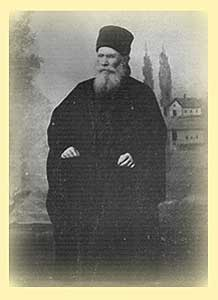
Ilarion

Ivan Ivanovitj Domratjev, munken Ilarion, född omkring 1845 i Viatsko-Polianskidistriktet i Ryssland , död efter 1919 i nuvarande Abchazien, var en rysk munk.
Ivan Domratjev studerade vid ett prästseminarium under fyra år och arbetade under en kort period som lärare. År 1872 reste han till munkrepubliken Athos i Grekland och blev munk i Sankt Panteleimonklostret under namnet Ilarion. Han vistades där ungefär 20 år, varefter han flyttade till Kaukasus och Novy Afonklostret (Nya Aténklostret) i närheten av staden Suchumi i nuvarande Abchazien.
Ilarion utgav 1907 boken I Kaukasus berg (Na gorakh Kavkaza), i vilken naturen av Guds namn diskuterades. Den godkändes av den ryska kyrkans censur och en ny upplaga trycktes 1912. Boken blev populär bland annat av de ryska munkarna i Athos, vilka kom att bilda en löst sammanhållen rörelse av namnförhärligande, vilket några år efter utgivandet ledde till hård teologisk konflikt med etablissemanget inom den ryska ortodoxa kyrkan. Konflikten ledde sommaren 1913 till en straffexpedition av den ryska flottan till Sankt Panteleimonklostret, varvid munkar fördes till Ryssland för bestraffning. 
Fader Ilion levde under åren med intensiv konflikt mellan de båda sidorna i frågan om gudsnamnets natur  i sitt kloster i Kaukasus berg och deltog inte själv i den teologiska strid som hans bok var ursprung till.